# Chenge Baruti
Chenge Baruti (de son vrai nom Barnabé Berquin, se fera appelé Barnabé Chengé à la suite de la zaïrianisation) né le  11 juin 1937 à Kalemie, est artiste peintre, scripteur congolais,,.